# Pompa manuale

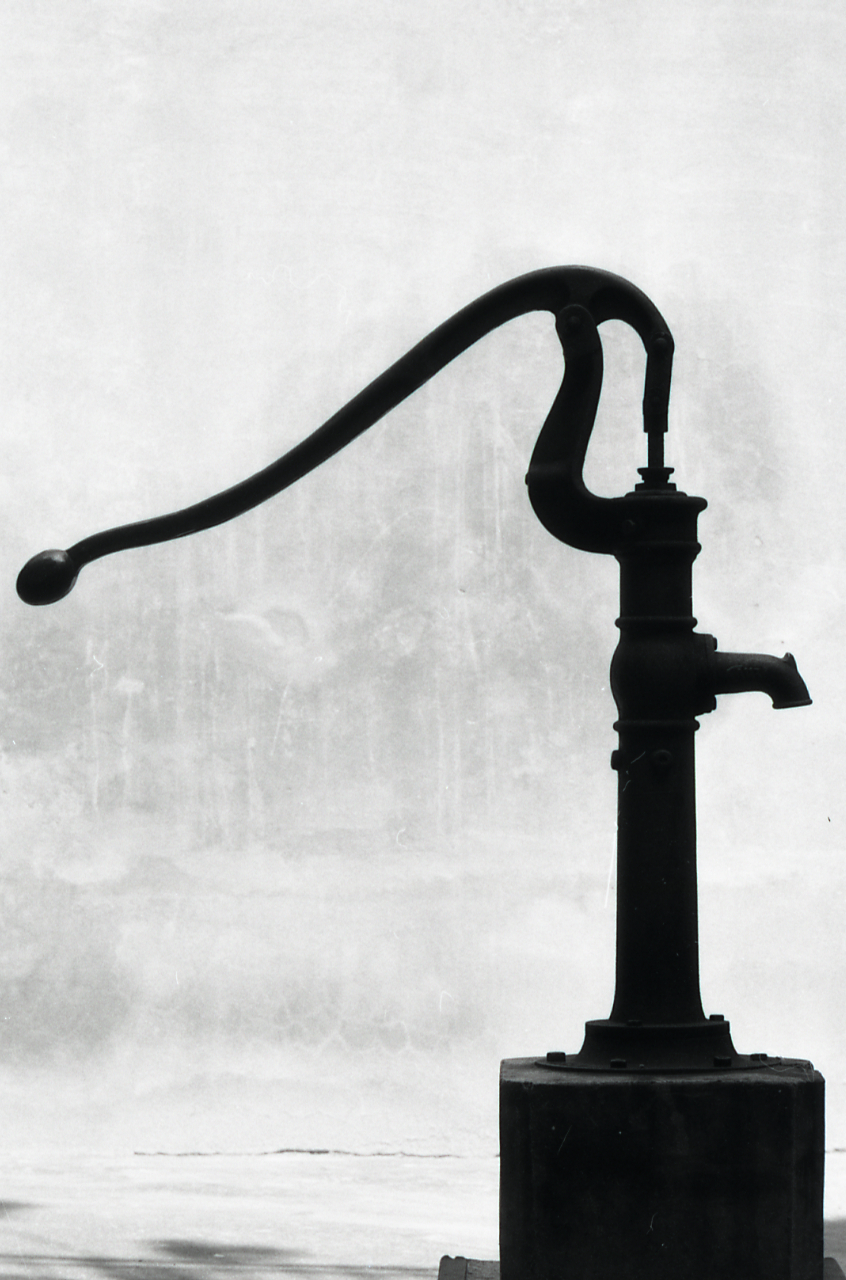
Pompa idrica manuale. Foto di Paolo Monti, 1969.

La pompa manuale è una macchina azionata a mano, ovvero utilizzando la forza motrice umana. Detta anche pompa a braccio, è simile per principio di funzionamento alle pompe a pedale, che sono invece azionate spingendo un pedale col piede.
Sono normalmente pompe idrauliche, ovvero destinate alla veicolazione di acqua, ma il loro utilizzo si estende anche all'uso con altri tipi di liquidi o fluidi, come l'aria.

## Storia
La pompa manuale più antica sinora ritrovata fu ideata da Ctesibio, nel III secolo a.C. La macchina è descritta da Vitruvio, che ne attribuisce la paternità a Ctesibio, e da Erone, che omette di citare l'autore. Tali reperti sono oggi custoditi in un museo londinese.